# Трудові резерви (спортивне товариство)
«Трудові резерви» (рос. Трудовые резервы) — всесоюзне добровільне спортивне товариство, що об'єднувало учнів і працівників ПТУ Радянського Союзу. Організація створена 1943 року, статус ДСТ отримала 1959 року.
Станом на 1975 рік у 5538 колективах фізичної культури (при навчальних закладах) було понад 2,7 млн осіб, працювало майже 10 тисяч тренерів, керівників, викладачів фізичного виховання. Серед 44 видів спорту, які культивувались, найпопулярніші: легка атлетика, бокс, боротьба, лижі, стрільба, футбол, баскетбол, волейбол. ДСТ «Трудові резерви» мало 18 тисяч спортивних споруд, серед яких 39 стадіонів, 50 басейнів, понад 8 тисяч спортзалів.
У 1947—1975 роках спортовці товариства завоювали золотих медалей: на Олімпійських іграх — 9, чемпіонатах і чемпіонатах світу — 32, Європи — 67, СРСР — понад 1,2 тис.; установили рекордів: світу — 45, Європи — 5, СРСР — 348. Упродовж 1943—1975 років товариство підготувало 107 майстрів спорту міжнародного класу, близько 4 тис. майстрів спорту СРСР, 19,8 млн спортсменів-розрядників, 16,4 млн володарів значка «Готовий до праці та оборони СРСР».
Серед представників ДСТ «Трудові резерви» були чемпіони й призери Олімпійських ігор, світу та Європи, зокрема:
- бокс: Єнгібарян Володимир Миколайович, Григор'єв Олег Георгійович
- спортивна гімнастика: Кошель Антоніна Володимирівна

З 1946 року товариство проводило Всесоюзні спартакіади, з 1975 — Всесоюзні спортивні ігри учнів системи профтехосвіти.
«Трудові резерви» нагороджено орденом Трудового Червоного Прапора (1973).
Прапор товариства був двох відтінків синього кольору: менша ліва частина була темно-синя, більша права — синя. На межі двох частин була емблема «Трудових резервів» — стилізовані букви «ТР» вписані в білу шестерню.